# Eddie Quinn
Eddie Quinn (Waltham, Massachusetts, 22 mai 1906 - 14 décembre 1965) est un ancien promoteur montréalais de lutte et de boxe ainsi qu'un propriétaire de cabarets.

## Biographie
Quinn arrive à Montréal en 1939 et devient le gérant de plusieurs lutteurs — entre autres Yvon Robert et Édouard Carpentier. Pendant une très longue période, Eddie Quinn devient le « matchmaker » du Forum de Montréal. De 1939 jusqu'au début des années 1960, il présente plusieurs centaines de programmes à Montréal et aux États-Unis, faisant de lui une des figures sportives les mieux connus de la métropole.
Il est aussi copropriétaire du cabaret El Morocco et devient très influent dans le milieu des cabarets montréalais. Il a été très proche de l'entourage du couple sulfureux de l'effeuilleuse Lili St-Cyr et de l'ancien joueur de hockey Jimmy Orlando.
Eddie Quinn décédera le 14 décembre 1965 à l’âge de 59 ans au New Hampshire, peu de temps après avoir quitté le Québec, où il a fait de la promotion jusqu'au début des années 1960.